# Louis Friedman
Louis Dill Friedman (Kingston, 7 de julho de 1970) é um engenheiro aeroespacial norte-americano e divulgador científico de astronomia. 
Friedman foi co-fundador da Sociedade Planetária, juntamente com Carl Sagan e Bruce C. Murray.

## Biografia
Nascido em Nova York, em 1970, Friedman cresceu no Bronx. Em 1961, obteve um bacharelado em matemática aplicada e engenharia física na Universidade de Wisconsin. Em 1963, pela Universidade Cornell, obteve mestrado em engenharia mecânica. E em 1971, obteve um doutorado pelo Departamento de Aeronáutica e Astronáutica do Instituto de Tecnologia de Massachusetts.
Trabalhou para a Divisão de Sistemas Espaciais da Avco Corporation, de 1963 a 1968. De 1970 a 1980, ele esteve no Laboratório de Propulsão a Jato (JPL) liderando os Estudos Planetários Avançados e o Programa Pós-Viking de Marte. Outros projetos no JPL incluem Mariner-Venus-Mercury, Planetary Grand Tour (Voyager), Venus Orbital Imaging Radar (sonda Magellan), Halley's Comet Rendezvous-Solar Sail e o Mars Program.